# Metaneckera
Metaneckera là một chi rêu trong họ Neckeraceae.